# 除法器
除法器（除法算法）是一类算法。给定两个整数 N（分子）和 D（分母），计算它们的商和（或）余数。其中某些算法可以通过人工手动计算，而另一些则需要依赖数字电路的设计或软件。
除法算法主要分为两类：慢除法和快除法。慢除法在每次迭代的过程中给出结果（商）的一位数字。慢除法包括复原法(restoring)、非复原法(non-restoring)和SRT除法等。快除法从商的一个近似估计开始，并且在每次迭代过程中产生有效位数为最终商的两倍多的中间值。Newton-Raphson和GoldSchmidt属于这一类。
为接下来的讨论的方便，我们有以下标记：
{\displaystyle {\frac {N}{D}}=(Q,R)}
其中
- N = Numerator (divident) 即“分子”（被除数）
- D = Denominator (divisor) 即“分母”（除数）

是输入，而输出是
- Q = Quotient 即“商”
- R = Remainder 即“余数”

## SRT演算法的除法器
1. ↑  . Wikipedia. 2018-03-24  [2018-04-14]. （原始内容存档于2019-08-18） （英语）.